# Okolica (Bośnia i Hercegowina)
Okolica (cyr. Околица) – wieś w Bośni i Hercegowinie, w Republice Serbskiej, w gminie Prnjavor. W 2013 roku liczyła 824 mieszkańców.